# Xenopus
Chi Cóc có móng (danh pháp khoa học: Xenopus) là một chi động vật lưỡng cư trong họ Pipidae, thuộc bộ Anura. Chi này có 17 loài và 12% bị đe dọa hoặc tuyệt chủng.

## Loài
- Xenopus amieti (Volcano Clawed Frog)
- Xenopus andrei (Andre's Clawed Frog)
- Xenopus borealis (Marsabit Clawed Frog)
- Xenopus boumbaensis (Mawa Clawed Frog)
- Xenopus clivii (Eritrea Clawed Frog)
- Xenopus fraseri (Fraser's Platanna)
- Xenopus gilli (Cape Platanna)
- Xenopus itombwensis (Itombwe Massif Clawed Frog)
- Xenopus laevis (Common Platanna)
- Xenopus largeni (Largen's Clawed Frog)
- Xenopus lenduensis (Lendu Plateau Clawed Frog)
- Xenopus longipes (Lake Oku Clawed Frog)
- Xenopus muelleri (Muller's Platanna)
- Xenopus petersii (Peters' Platanna)
- Xenopus pygmaeus (Bouchia Clawed Frog)
- Xenopus ruwenzoriensis (Uganda Clawed Frog)
- Xenopus tropicalis (Western clawed frog)
- Xenopus vestitus (Kivu Clawed Frog)
- Xenopus victorianus (Lake Victoria Clawed Frog)
- Xenopus wittei (De Witte's Clawed Frog)

## Hình ảnh

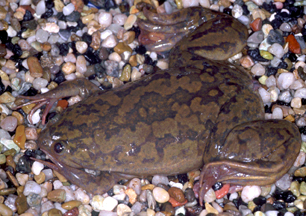
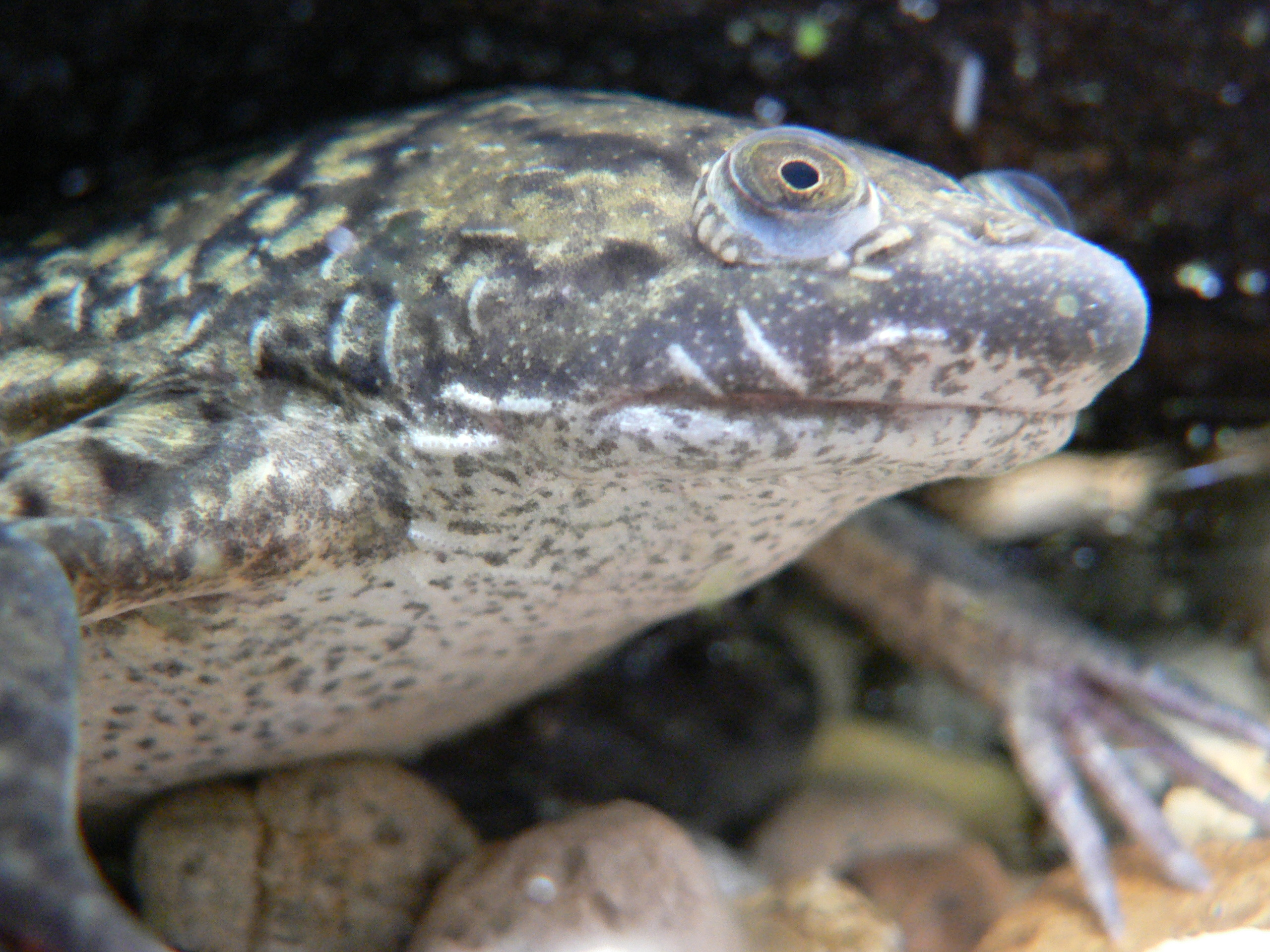
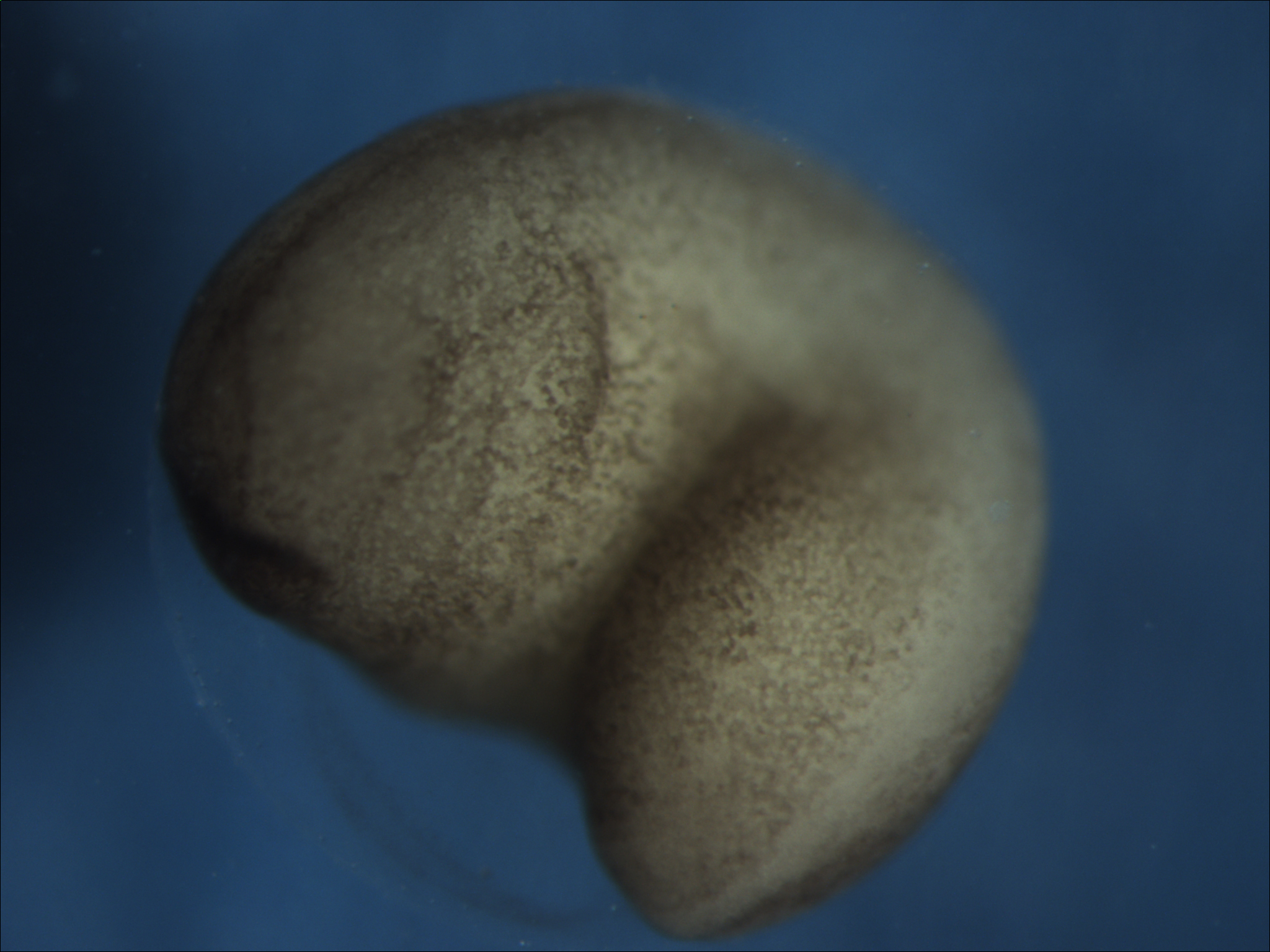
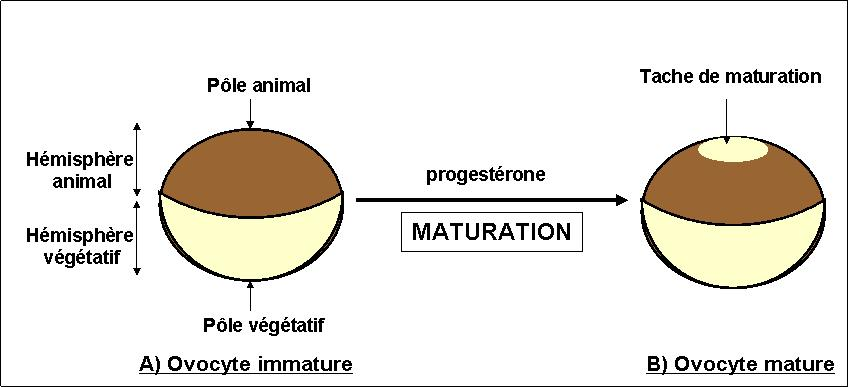